# Deutsche Botschaft Harare
Die Deutsche Botschaft Harare ist die offizielle diplomatische Vertretung der Bundesrepublik Deutschland in der Republik Simbabwe.

## Lage und Gebäude
Die Botschaft liegt nördlich des Zentrums der Hauptstadt im Stadtteil Avondale unweit der University of Zimbabwe. Die Straßenadresse lautet: 30, Ceres Road, Avondale, Harare.

## Organisation und Aufgaben
In der Botschaft werden die Sachgebiete Politik, Wirtschaft, Kultur und Öffentlichkeitsarbeit bearbeitet. Im Bereich der Entwicklungszusammenarbeit ist die Botschaft lediglich mit Kleinstprojekten (Fördervolumen unter 10.000 US-Dollar) aktiv.
Die Botschaft bietet vollumfänglich konsularische Dienstleistungen für deutsche Staatsangehörige an und stellt Schengen- und nationale Visa aus. Ein Bereitschaftsdienst besteht für konsularische Notfälle.

## Geschichte
Seit Mitte der 1950er Jahre bestand ein Generalkonsulat der Bundesrepublik Deutschland im damaligen Salisbury. Dieses wurde auf direkte Bitte des britischen Premierministers Harold Wilson von der Bundesregierung Brandt/Scheel Anfang der 1970er Jahre geschlossen.
Nachdem Simbabwe am 18. April 1980 die international anerkannte Unabhängigkeit erlangte (frühere Kolonialmacht: Vereinigtes Königreich; einseitige Unabhängigkeitserklärung am 11. November 1965 als Rhodesien; kurzfristige Erneuerung des Kolonialstatus nach dem Lancaster House Agreement vom 21. Dezember 1979), wurde die Botschaft der Bundesrepublik Deutschland in Harare am selben Tag eröffnet.
Am 1. November 1980 nahmen Simbabwe und die DDR diplomatische Beziehungen auf und tauschten Botschafter aus. Die Vertretung wurde im Jahr 1990 mit Beitritt der DDR zur Bundesrepublik Deutschland geschlossen.